# بحيرة سيباغو
بحيرة سيباغو، تبلغ مساحته 310 فدان (1.3 كم2)، بحيرة سيباغو هي أكبر بحيرة في منتزه ولاية هاريمان في ولاية نيويورك الأمريكية، «الجونكويان» هو الاسم للمياة الكبيرة، تديرها لجنة باليساديس للمنتزهات بالولايات، وتحيط بحيرة سيباغو بمروج النزهة، وملاعب العاب، وتشتهر بالصيادون الذين يصطادون سمك القاروس، وسمك الفرخ، وسمك الشمس، يوجد في البحيرة شاطئ سباحة سابق وقارب يدوي (بمحركات كهربائية فقط) وتخييم في المقصورة. تقع بحيرة سيباغو بالقرب من سلواتسبورغ الذي يقع ع جنوب بحيرة كانواكي مباشرة ويمكن الوصول إليه بالسيارة بالذهاب من سبع بحيرات. شاطئ سيباغو الجديد هو شاطئ أقام على شاطئ البحيرة، افتتح في الأربعينات من القرن الماضي ولكنه أغلق في عام 2011 بسبب الأضرار التي لحقت به بسبب الأضرار الناجمة عن إعصار إيرين، أغلقت مناطق النزهة في عام 2014 بسبب إعصار ساندي، شاطئ سيباجو الجديد منذ ذلك الحين تم إغلاقه وهجره، فضلا عن موقف للسيارات وطريق الوصول إلى الشاطئ.

## تاريخ
تم إنشاء البحيرة في عام 1925 من قبل لجنة منتزه الاسوار فالولايات. تحت ويليام ولش من خلال بناء سد عبر ستوني بروك. ملأت البحيرة الموقع السابق لبلدة جونسون - وهي مستوطنة قبل الثورة لقطع الأشجار تأسست في منتصف القرن السابع عشر في وادي ستوني بروك. بحلول أوائل القرن التاسع عشر، كانت بلدة جونسون أكبر مستوطنة جبلية في الجزء الغربي من رامابوس.
في 1916-1917، أدان بي آي بي الأرض على أساس أن تم بناء المستوطنة على الحقول («حقل ايميت العظيم»). استقر العديد من مالكي المنازل في سلواتسبيرغ القريبة. استولى بي آي بي على الأرض، والمنازل، والمتاجر، وتم هدم المدارس والكنيسة من قبل ستوني بروك. غمرت المياه الوادي لإنشاء بحيرة جديدة. لا تزال بقايا بلدة جونسون مرئيه للغواصين.
رابطة الزورق الأمريكية وفصل نيويورك من نادي جبال أديرونداك لديها مخيمات على البحيرة. والأخيرة تسمى «نواكوا»، وترجع إلى عام 1926، في حين أن الأول، الذي تم بناؤه في الأصل لشركة روجرز بيت، تم بناؤه في عام 1928 واستولى عليه من قبل أي اس أي في عام 1933.
في عام 1927، تم بناء معسكر موظفي بنوك نيويورك الأربعة. وفي عام 1986، تم تسليم المخيم إلى صاحب امتياز لتقديم كوخ التخييم للعامه. وفي عام 1927 أيضاً، افتتحت جامعة نيويورك مخيماً استخدموه حتى عام 1961؛ ومرافقها أيضا متاحة حاليا للعامه.

## صور من بحيرة سيباغو

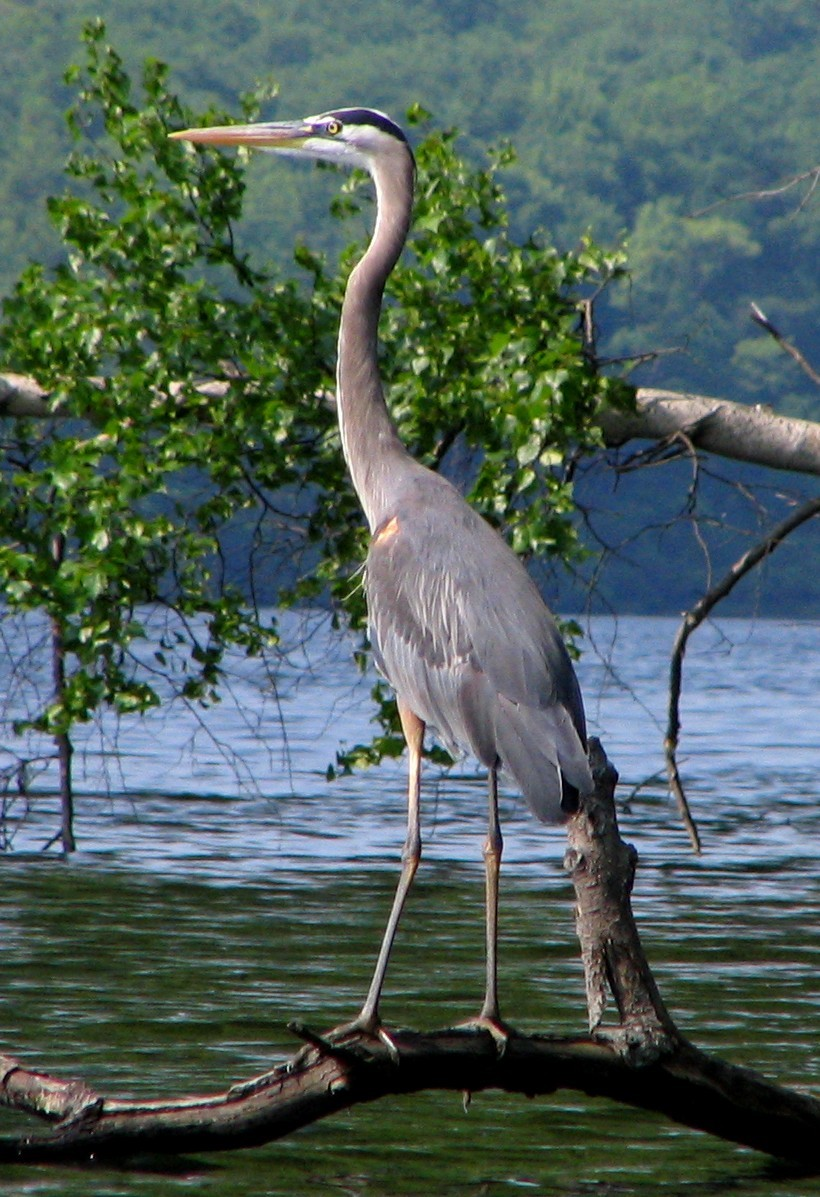
البلشون الأزرق الكبير
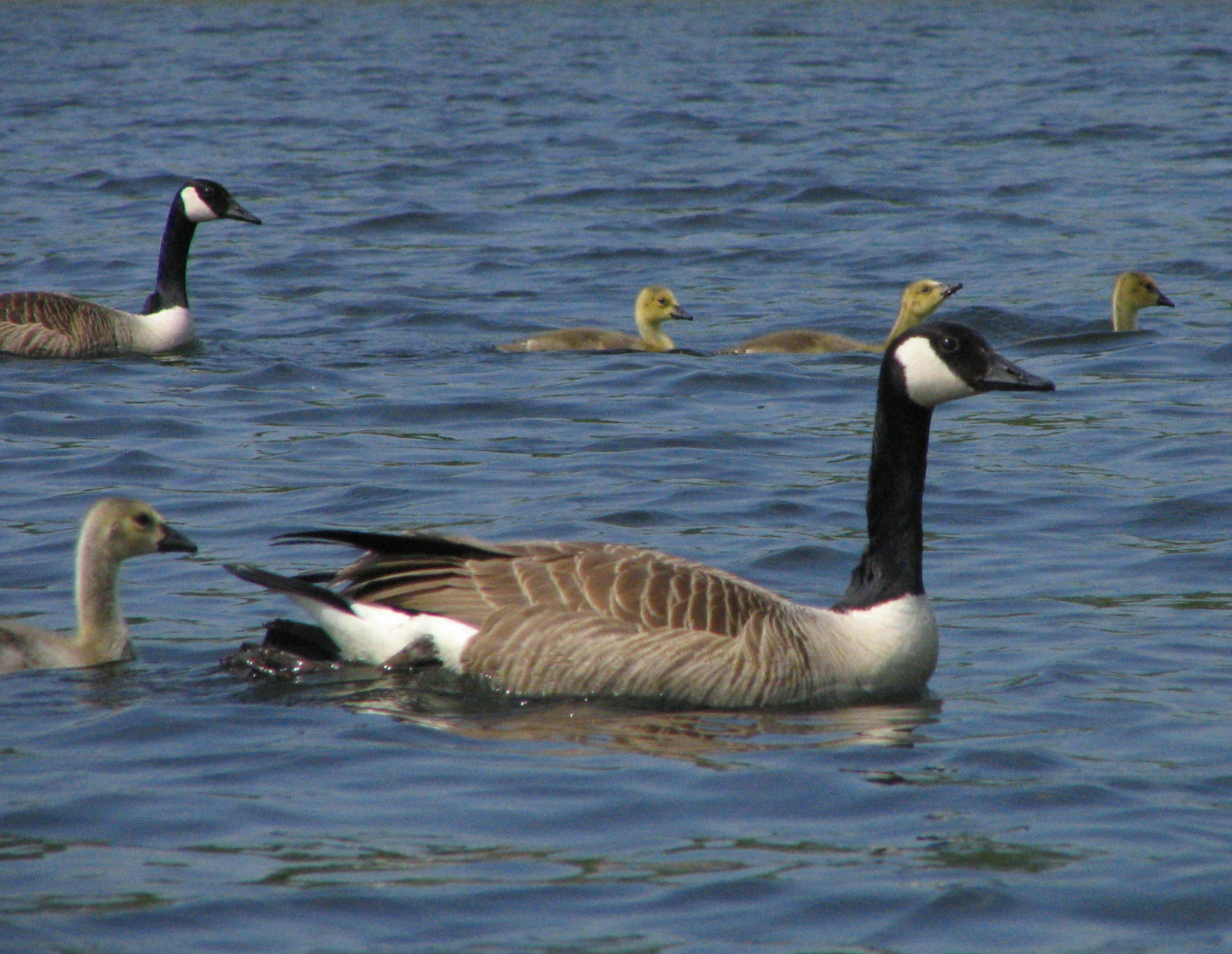
أوزة كندا مع صغارها
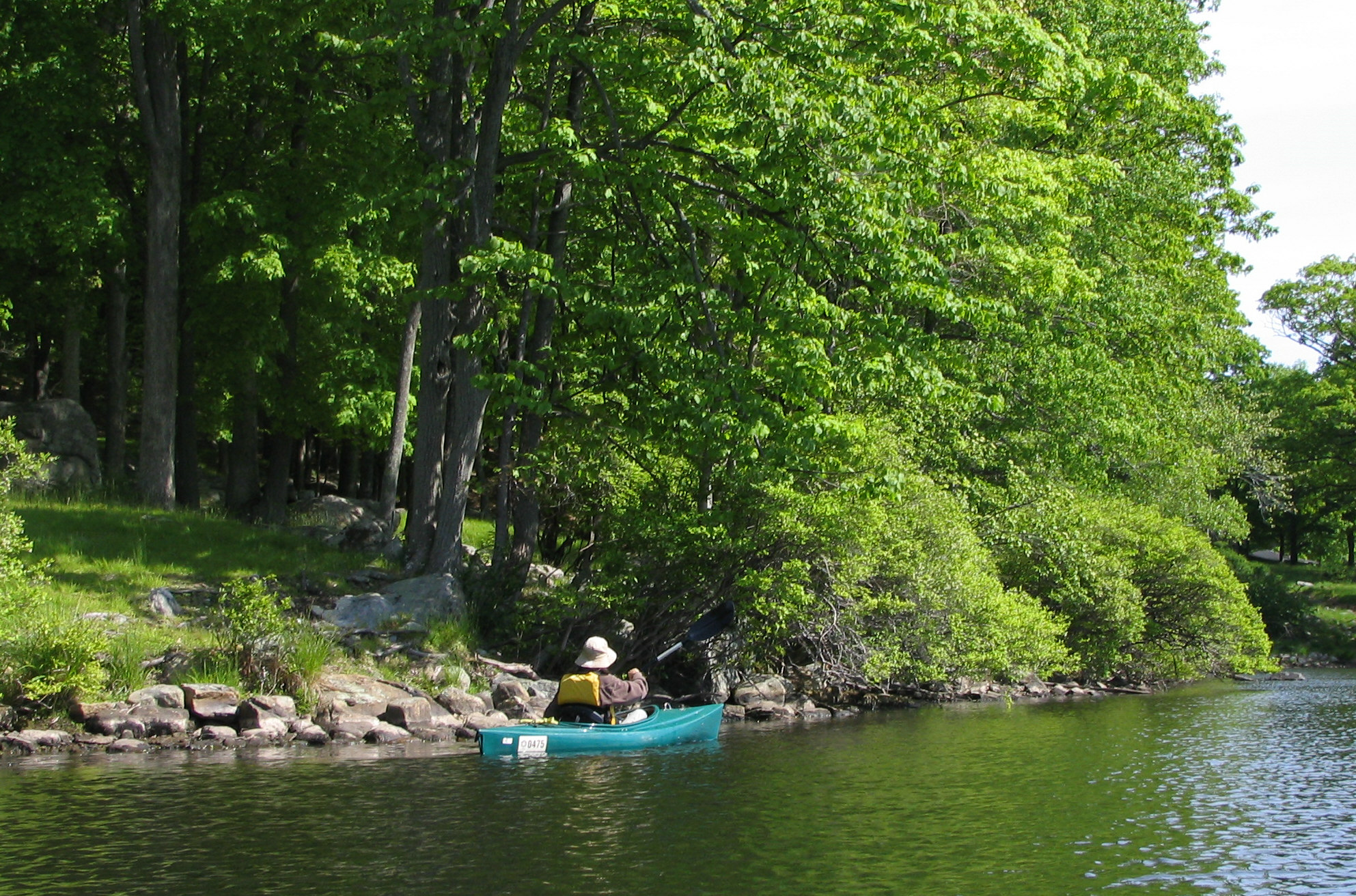
التجديف الترفيهي
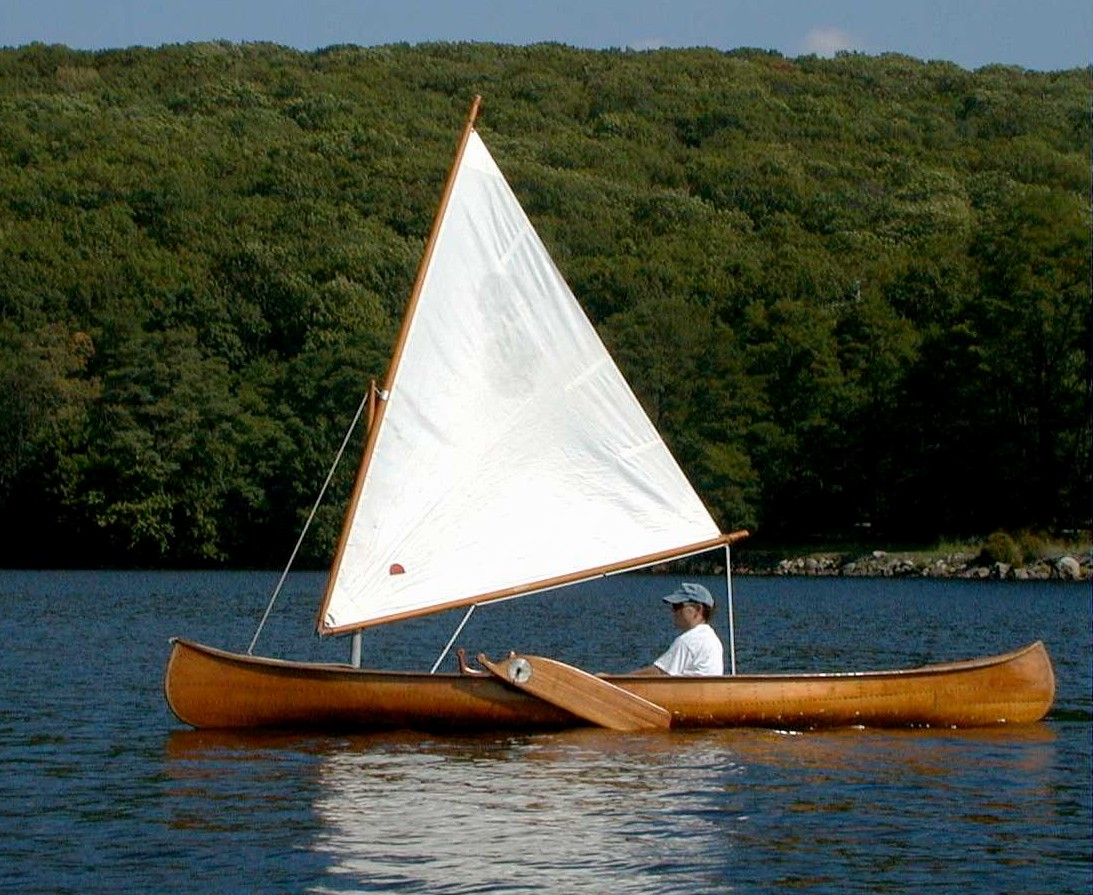
الإبحار بالزورق